# Ніве-Ветерінг
Ніве-Ветерінг (нід. Nieuwe-Wetering) — селище в нідерландській провінції Утрехт. Входить до муніципалітету Де-Білт.
Перша згадка про населений пункт датується 1846 роком. Наразі у ньому нараховується близько 20 будинків.

## Галерея

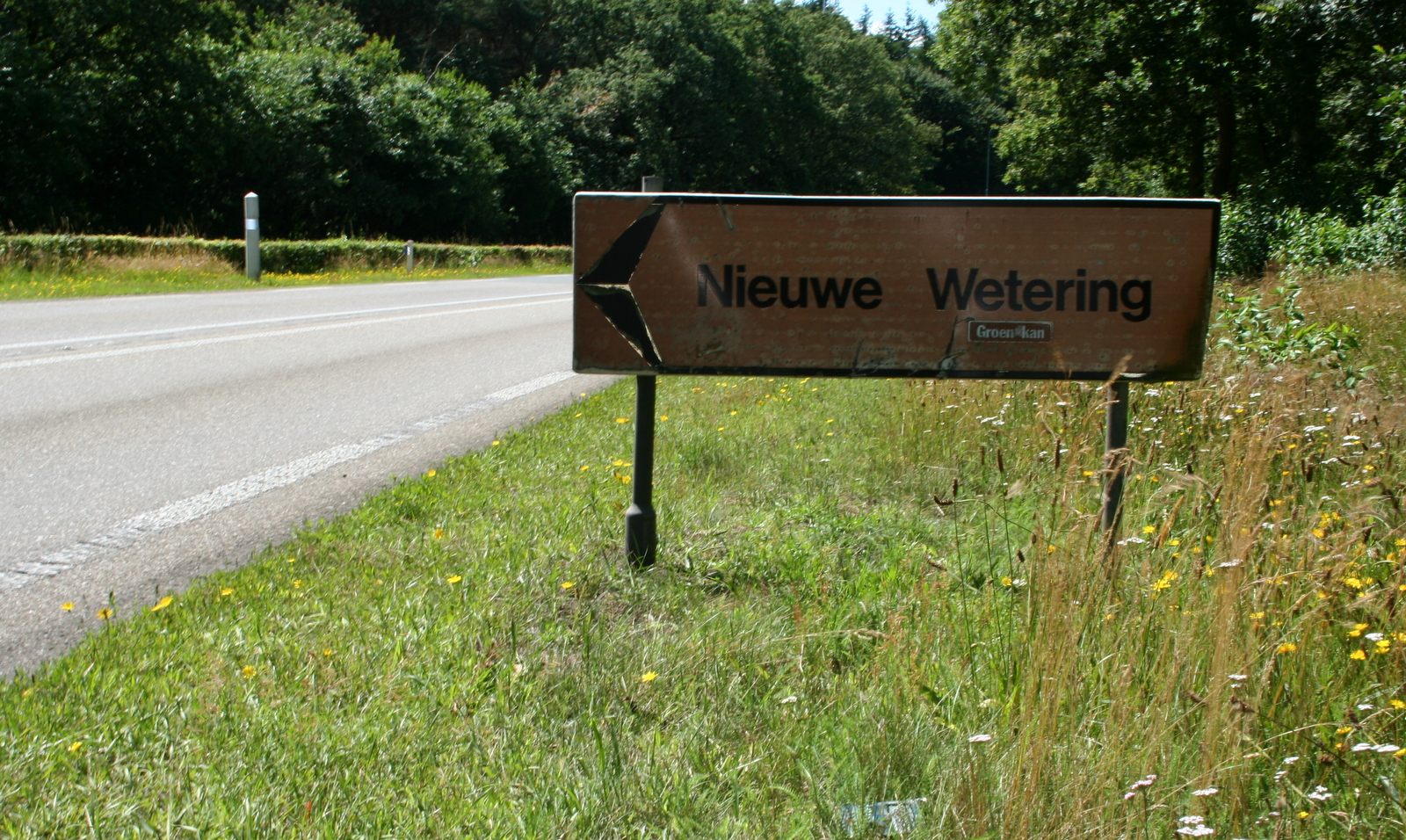